# Istituto Voltaire di Ginevra
L'Institut et Musée Voltaire è un museo a Ginevra dedicato alla vita e alle opere di Voltaire. Il museo è ospitato a Les Délices, che fu dimora di Voltaire dal 1755 fino al 1760.

## Storia
La proprietà fu acquistata dalla città di Ginevra nel 1929 e il museo fu inaugurato nel 1952, fondato da Theodore Besterman.

## Il museo
Contiene circa venticinquemila volumi su Voltaire e il XVIII secolo, nonché una collezione di dipinti e stampe del periodo, molti raffiguranti Voltaire, i suoi parenti e conoscenti.